# Teódoto Caloteto
Teódoto Caloteto (en griego: Θεόδοτος Καλόθετος) fue un alto funcionario bizantino, duque del thema Tracesiano y gobernador en el Imperio de Nicea.

## Biografía
Poco se sabe de su vida anterior, salvo que era nativo de Éfeso y que era tío del futuro emperador Miguel VIII Paleólogo. Ocupó el cargo militar de doméstico de las escolas a principios de la década de 1250 Fue ridiculizado por su falta de cultura en una carta del emperador Teodoro II Láscaris (r. 1254-1258). Nuevamente apareció en 1259, cuando se situó en el lado del monje Gabriel, del monasterio de San Gregorio Taumaturgo, en su disputa con Nicéforo Blemmidas. En ese momento, ocupaba el rango cortesano de pansebastos sebastos y ejercía como gobernador de un extenso territorio en Anatolia occidental que comprendía el thema Tracesiano, Melanoudion, Pyrgion y Caloe.